# جمی برو
جمی برو (انگلیسی: Jamie Brewer؛ زادهٔ ۵ فوریهٔ ۱۹۸۵) یک هنرپیشه اهل ایالات متحده آمریکا است.